# Christuskirche (Cottbus)

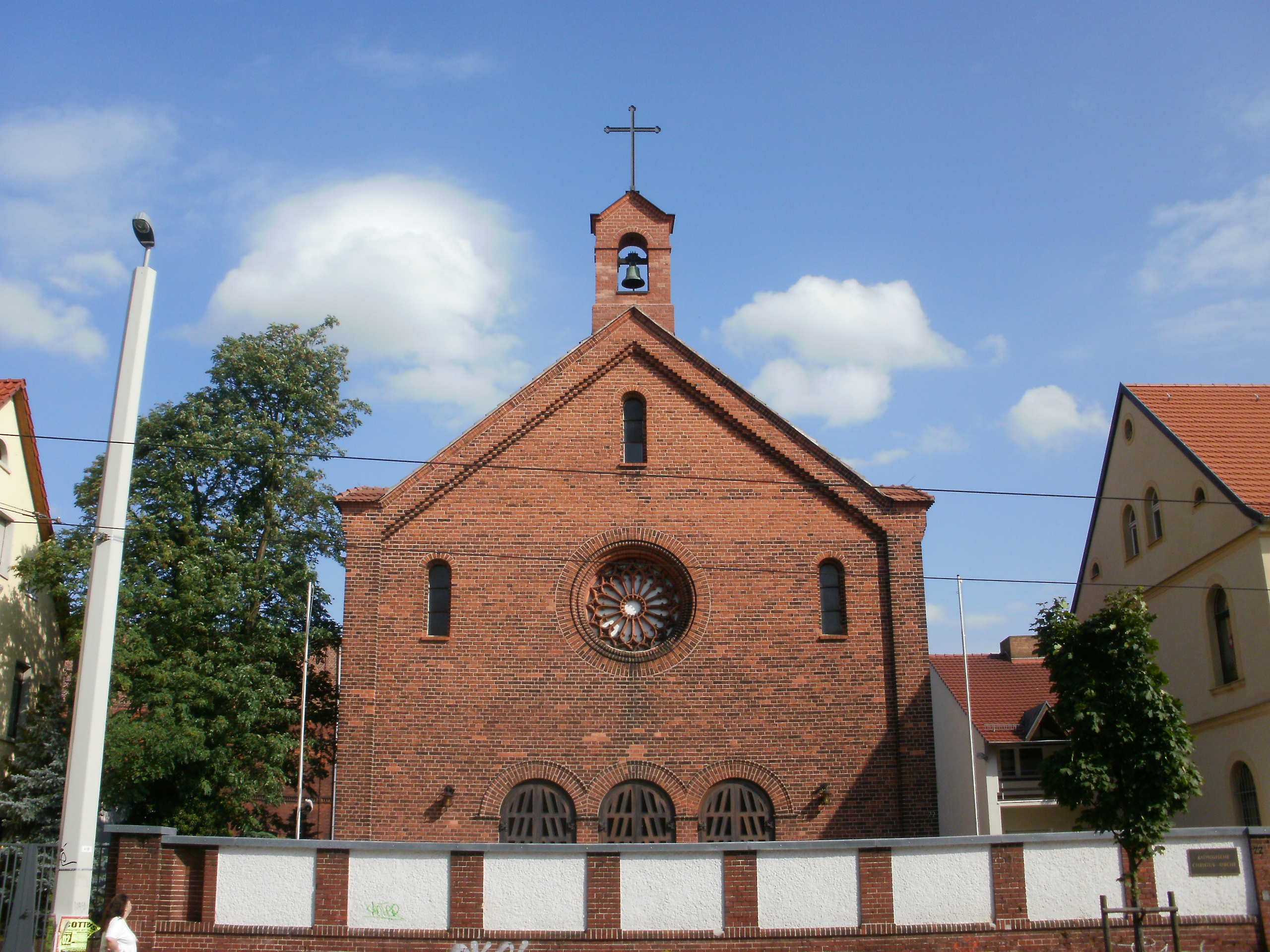
Christuskirche

Die katholische Christuskirche in Cottbus, eigentlich Kirche Zum Guten Hirten, ist eine römisch-katholische Kirche der Propsteipfarrei Zum Guten Hirten Cottbus im Bistum Görlitz. Seit der Zusammenlegung der beiden katholischen Cottbuser Pfarreien ist sie Filialkirche. Sie ist der erste katholische Kirchenbau in der Niederlausitz nach der Reformationszeit.

## Geschichte
Seit Mitte des 17. Jahrhunderts bis 1838 hatte die Cottbuser katholische Gemeinde zweimal jährlich die Gottesackerkirche Ad sanctam portam auf dem Friedhof vor dem Spremberger Tor für Gottesdienste genutzt. Nach der Stationierung eines preußischen Armeebataillons um 1820 in Cottbus stieg die Zahl der Katholiken rasant an. Aus diesem Grund wurde auf Initiative des Pfarrers Florian Birnbach von Neuzelle, der für die katholische Mission in Cottbus verantwortlich war, 1848 mit dem Bau einer Kirche in der heutigen Straße der Jugend begonnen. Der Entwurf stammte von Kreisbaumeister Fritsch und Maurermeister E.G. Stoske. Der Bau wurde nach dem Tod von Stoske 1850 unter der Leitung von F.W. Kahle vollendet und die Kirche unter dem Patrozinium Zum guten Hirten am 27. Oktober 1850 durch Pfr. Florian Birnbach benediziert.
Nachdem die Kirche der wachsenden Gemeinde nicht mehr genügte, wurde nach mehreren Anläufen 1934 eine neue Pfarrkirche St. Maria Friedenskönigin durch den Breslauer Erzbischof Adolf Kardinal Bertram geweiht. Ein Großteil des Kirchengeräts der alten Kirche wurde dorthin übertragen. Gegen Ende des Zweiten Weltkrieges erlitten Chor und Sakristei schwere Schäden. 
Die Zahl der Katholiken war infolge des Zustroms katholischer Vertriebener weiter angewachsen und so sollte eine weitere römisch-katholische Gemeinde als Pfarrkuratie gegründet werden. Da unter den gegebenen politischen Bedingungen der Ankauf eines Grundstückes und ein Kirchenneubau nicht möglich waren, entschied man sich zur Nutzung der alten Kirche. In größtenteils ehrenamtlicher Arbeit setzten 1965–67 die Gemeindemitglieder den Kirchenbau wieder instand. Das Gebäude wurde dabei vollständig unterkellert, um Gemeinderäume zu schaffen. Für die Neugestaltung des Innenraumes war Gottfried Zawadzki aus Kamenz verantwortlich; die Metallarbeiten (Altar, Tabernakel und Taufbrunnen) wurden in Seidewinkel bei Hoyerswerda von den Werkstätten für angewandte Kunst NEUE FORM ausgeführt. Wiedereingeweiht wurde die Kirche am 11. November 1967 durch Bischof Gerhard Schaffran. Sie wird seither nur noch als Christuskirche bezeichnet.

## Beschreibung
Die Kirche ist ein schlichter Saalbau in Sichtziegelarchitektur mit Satteldach, das rechteckige Schiff ist turmlos, die Längswände haben große Rundbogenfenster und die Apsis hat halbrunde Blindfenster und Schmuckfries unter der Traufe. Die Gebäudeecken sind durch Lisenen mit Aufsätzen verstärkt. An der Stelle der zerstörten Sakristei ist auf der Wand ein Ritzbild der Fußwaschung Jesu zu sehen. Die Seite zur Straße ist mit drei Portalen versehen, darüber eine Fensterrose aus der Bauzeit. Auf der Spitze befindet sich ein 1996 restaurierter Dachreiter mit der ursprünglichen Glocke aus dem 19. Jahrhundert. Im Innenraum findet man eine Schnitzfigur der Madonna mit Kind aus dem 15. Jahrhundert, die hier 1975 aufgestellt und 1986 restauriert wurde. Von der ursprünglichen Ausstattung ist lediglich das Altarbild Jesus als guter Hirte erhalten geblieben. Diese Kirche ist nicht nur als Zeugnis für die Geschichte der katholischen Gemeinde interessant, sondern vor allem, weil sie der erste katholische Kirchenbau in der Niederlausitz nach der Reformationszeit ist.

## Pfarrhaus

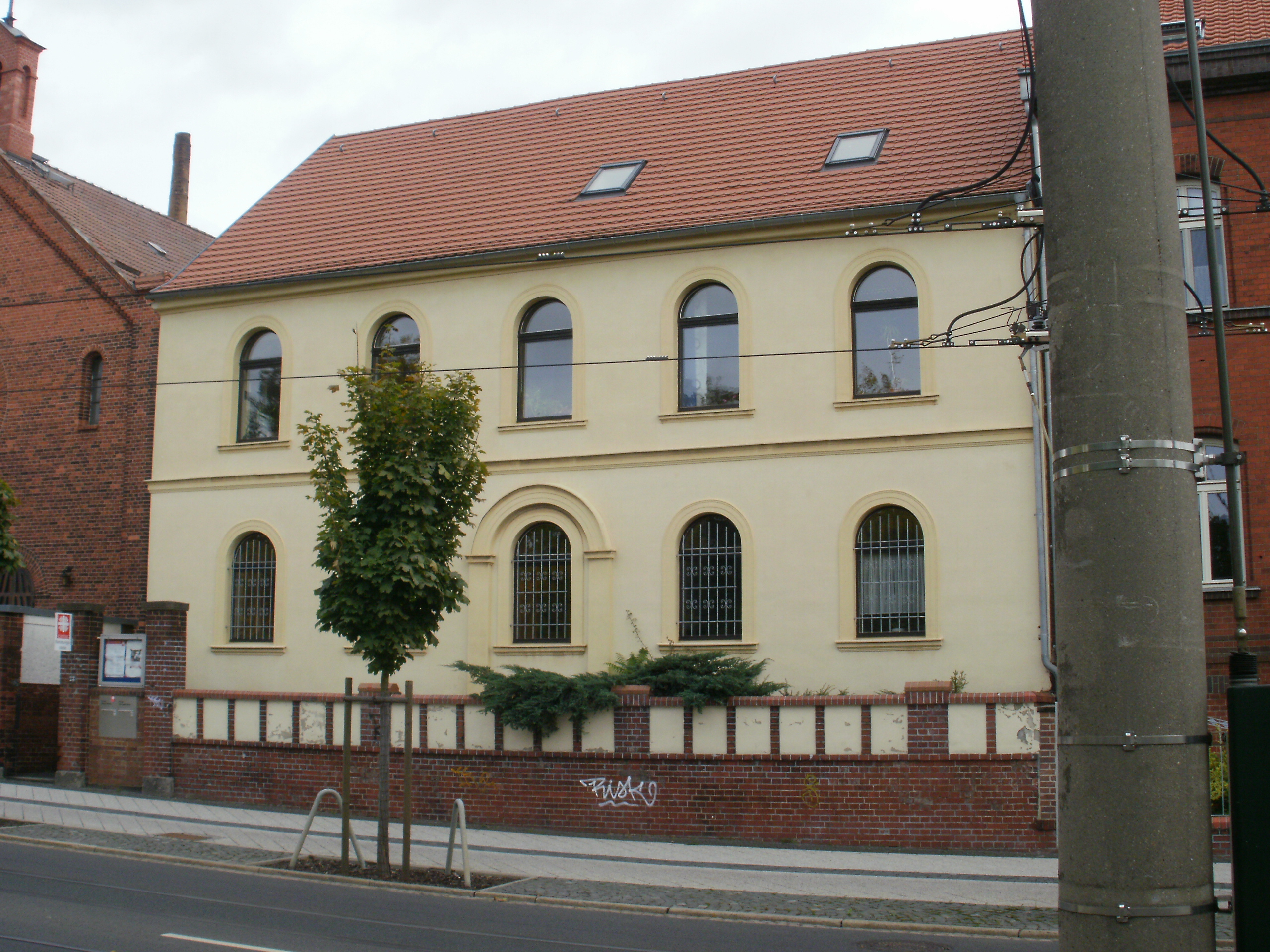
Pfarrhaus der Christuskirche

Die Grundsteinlegung für das ehemalige Pfarrhaus fand im Jahre 1850 statt. Der Bau wurde ebenso wie bei der Kirche unter der Leitung vom Maurermeister Kahle ausgeführt. Das Gebäude ist ein zweigeschossiger Putzbau auf Feldsteinfundament mit Rundbogenfenstern und mit bauzeitlichem Dach und Keller. Teile der Fassungsmauer sind ebenfalls teilweise erhalten geblieben. Der ehemalige Eingang, der 1984 bei einer Instandsetzung geschlossen wurde, ist portalartig mit einer Bogenstellung über Pilastern gefasst. Neben der Pfarrerwohnung war hier seit 1851 die Katholische Schule zu finden, die 1896 als städtische katholische Schule neu gegründet wurde und in die Taubenstraße 37 umzog. Heute ist in dem Gebäude eine Regionalstelle der Caritas untergebracht.

## Bildergalerie

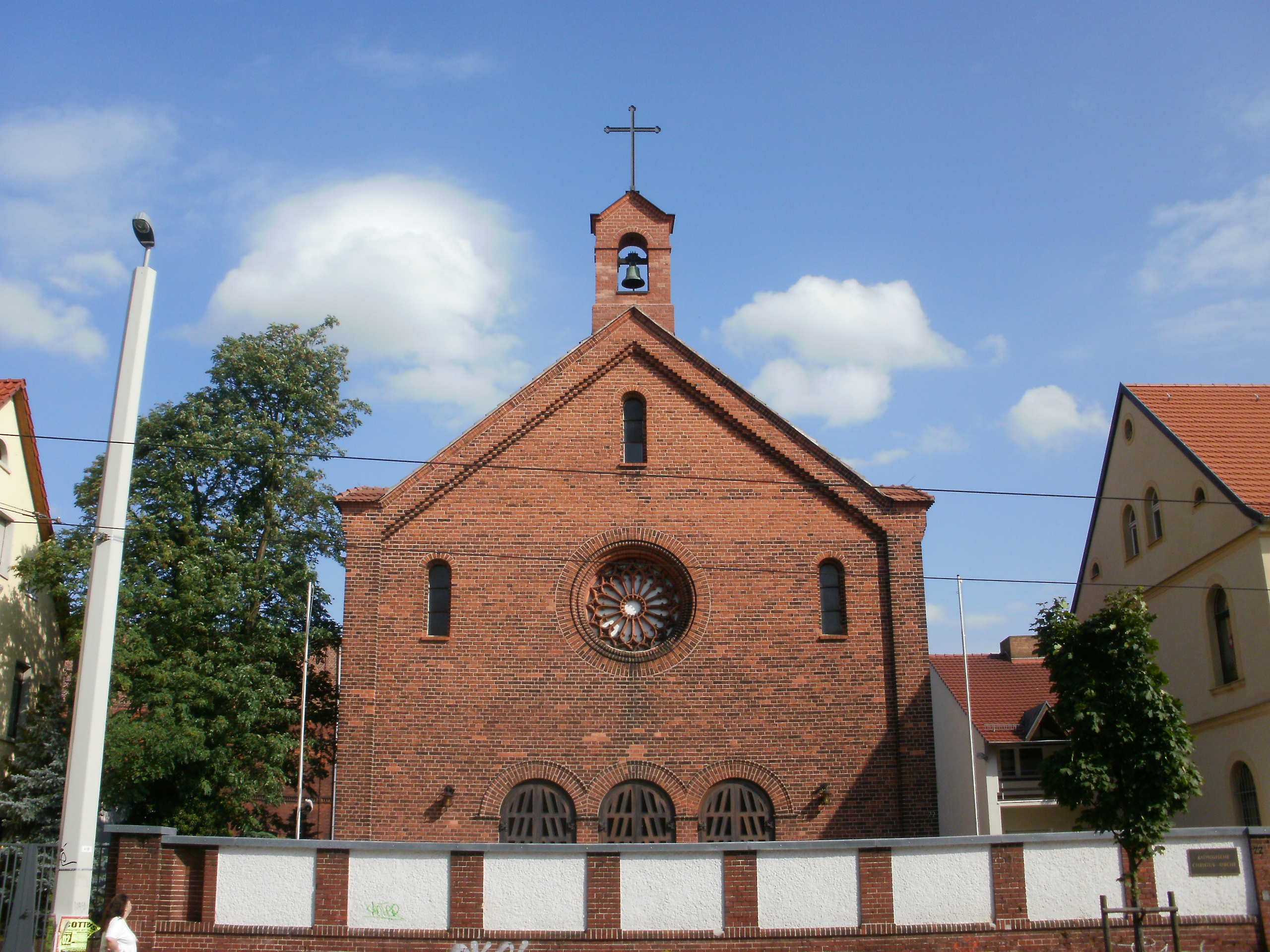
Straßenfront der Christuskirche
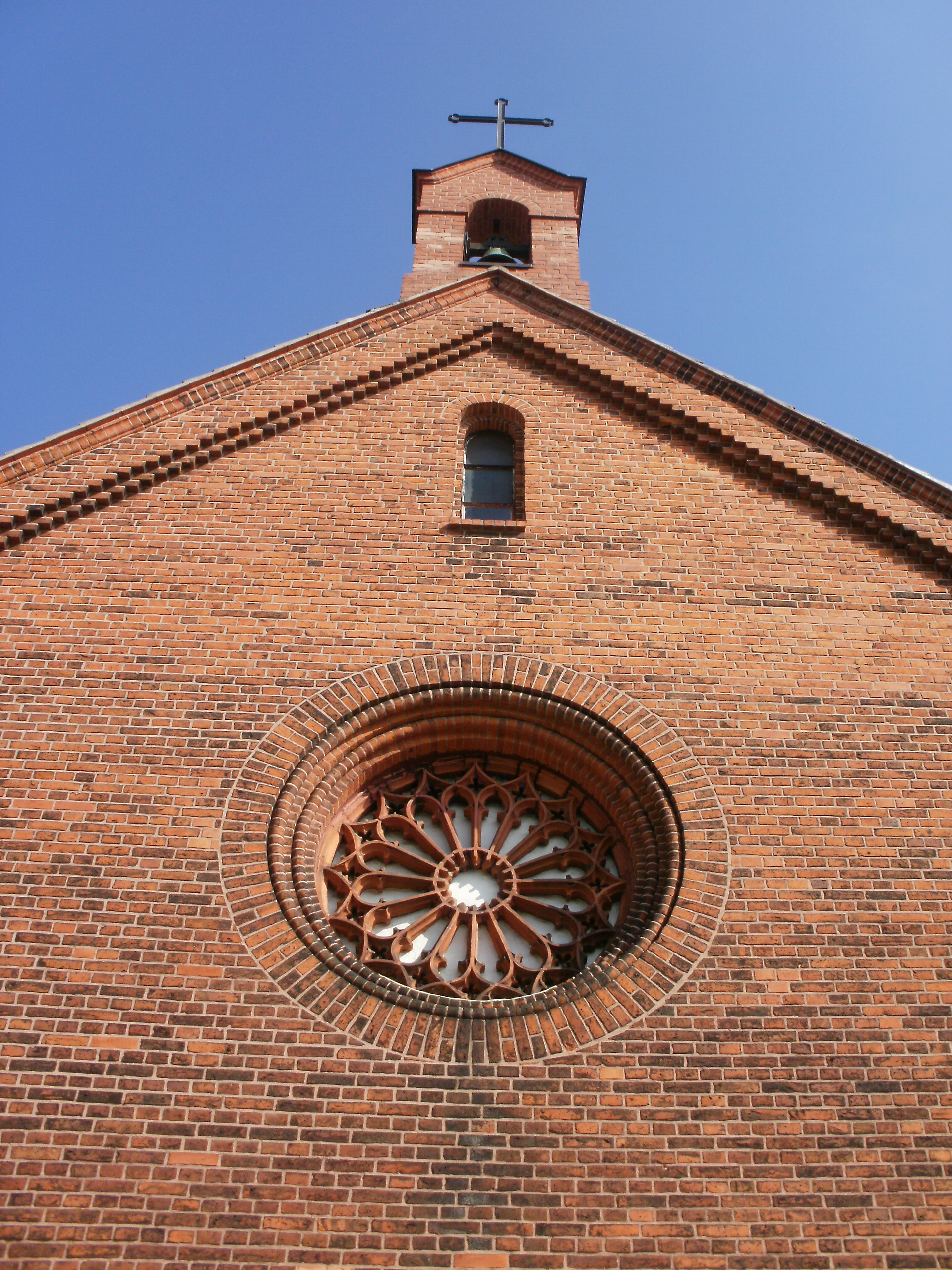
Rosette
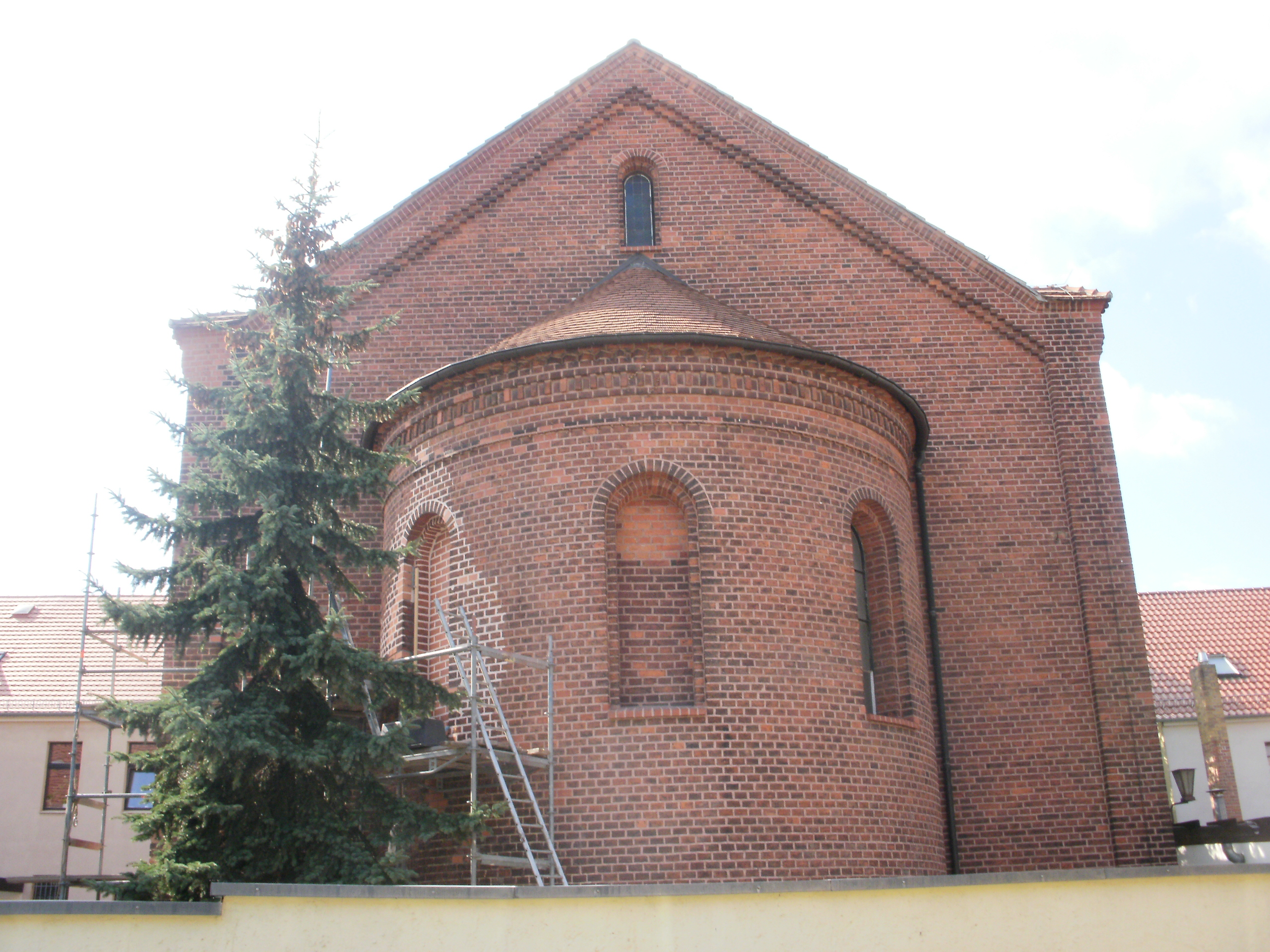
Apsis der Kirche
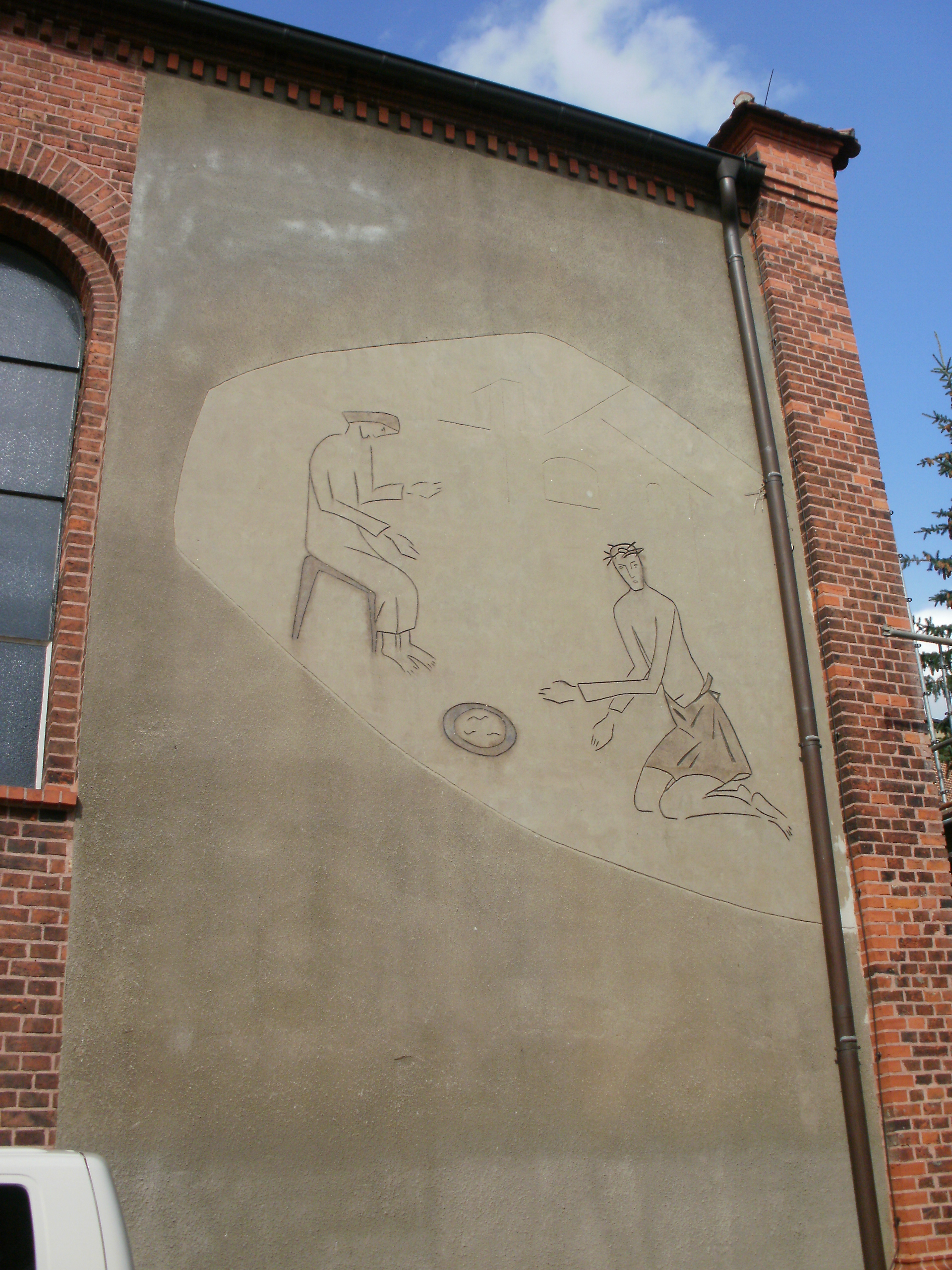
Fußwaschung Jesu
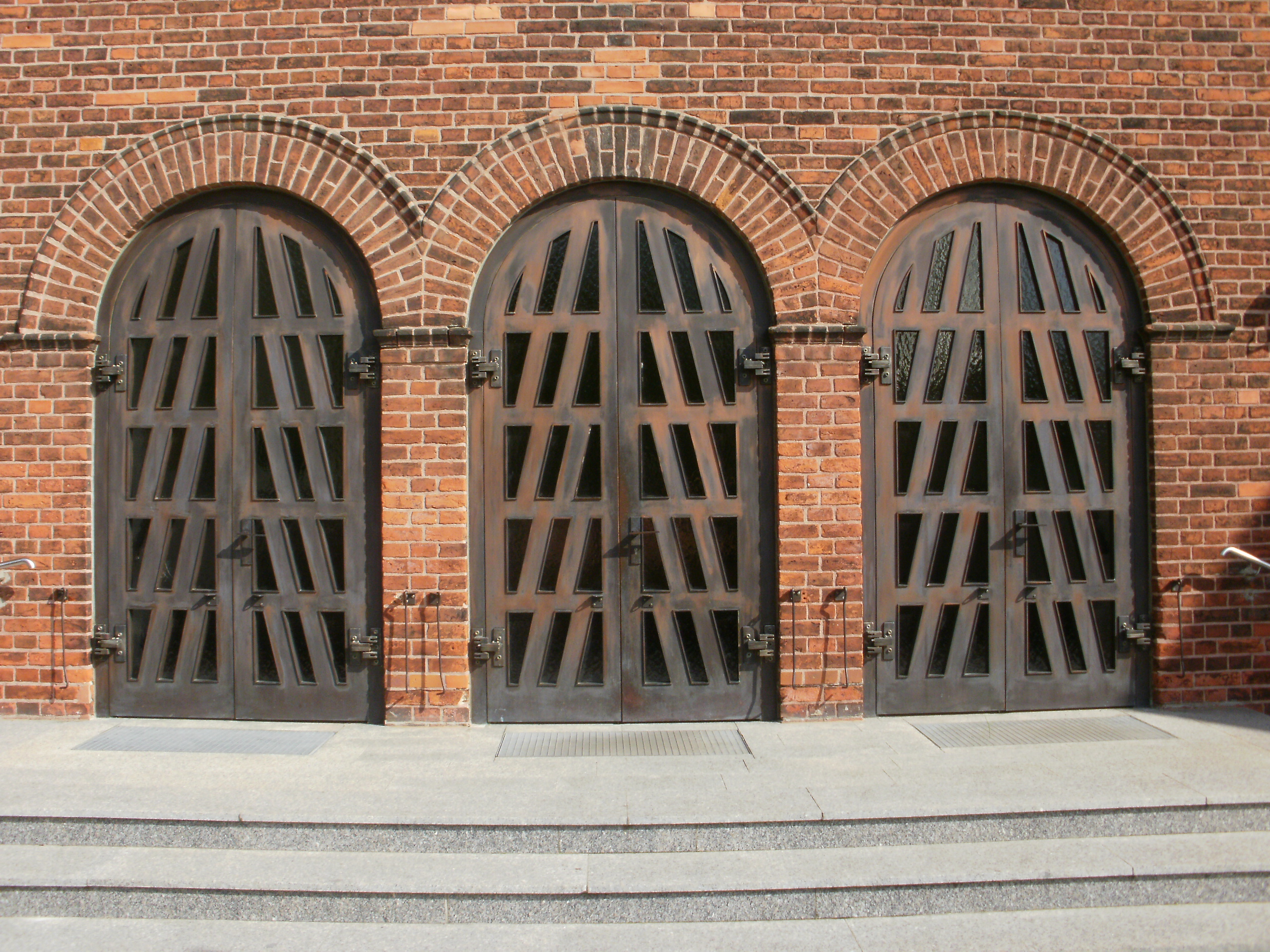
Eingangsportale der Kirche
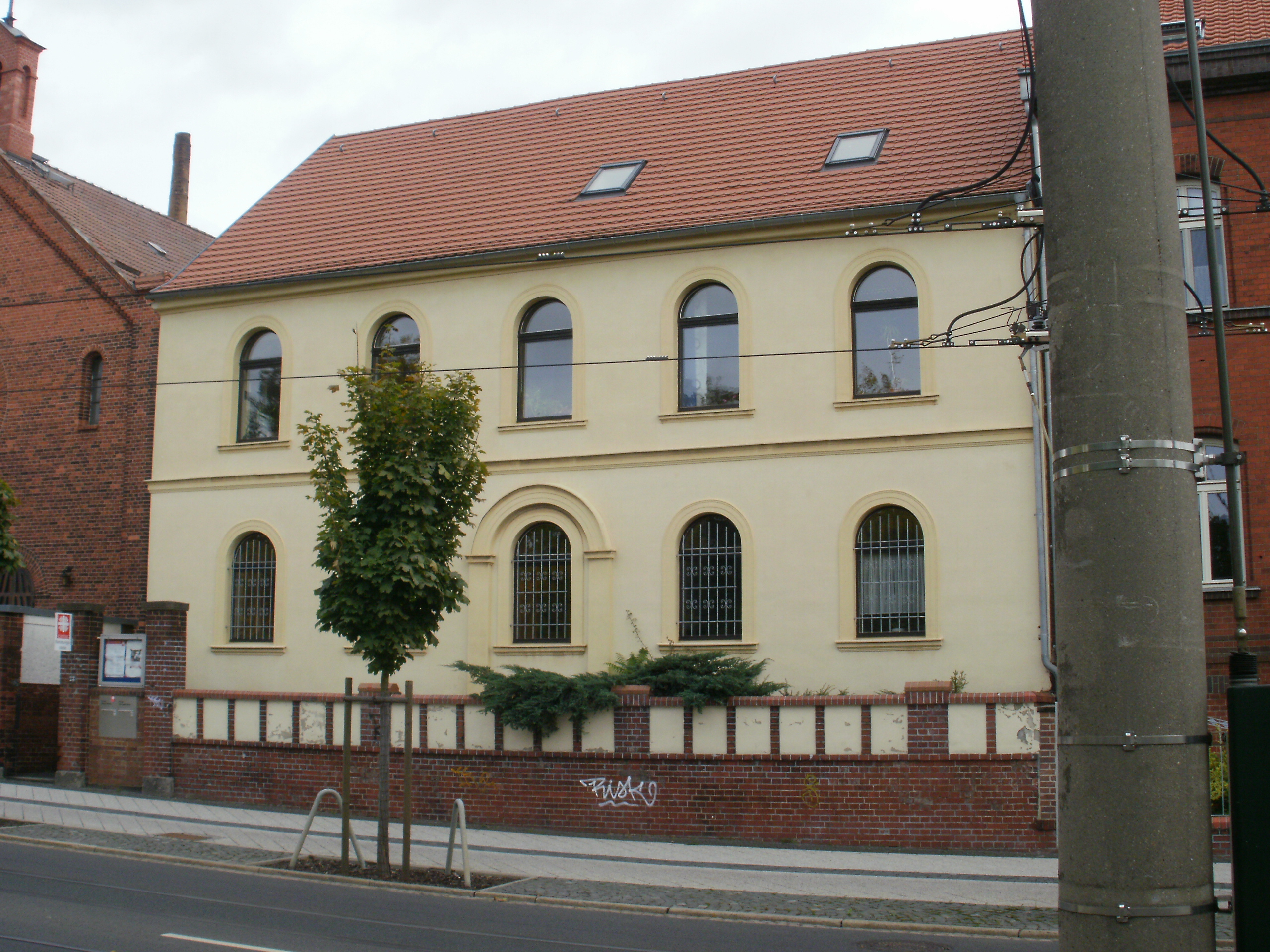
Straßenfront des Pfarrhauses
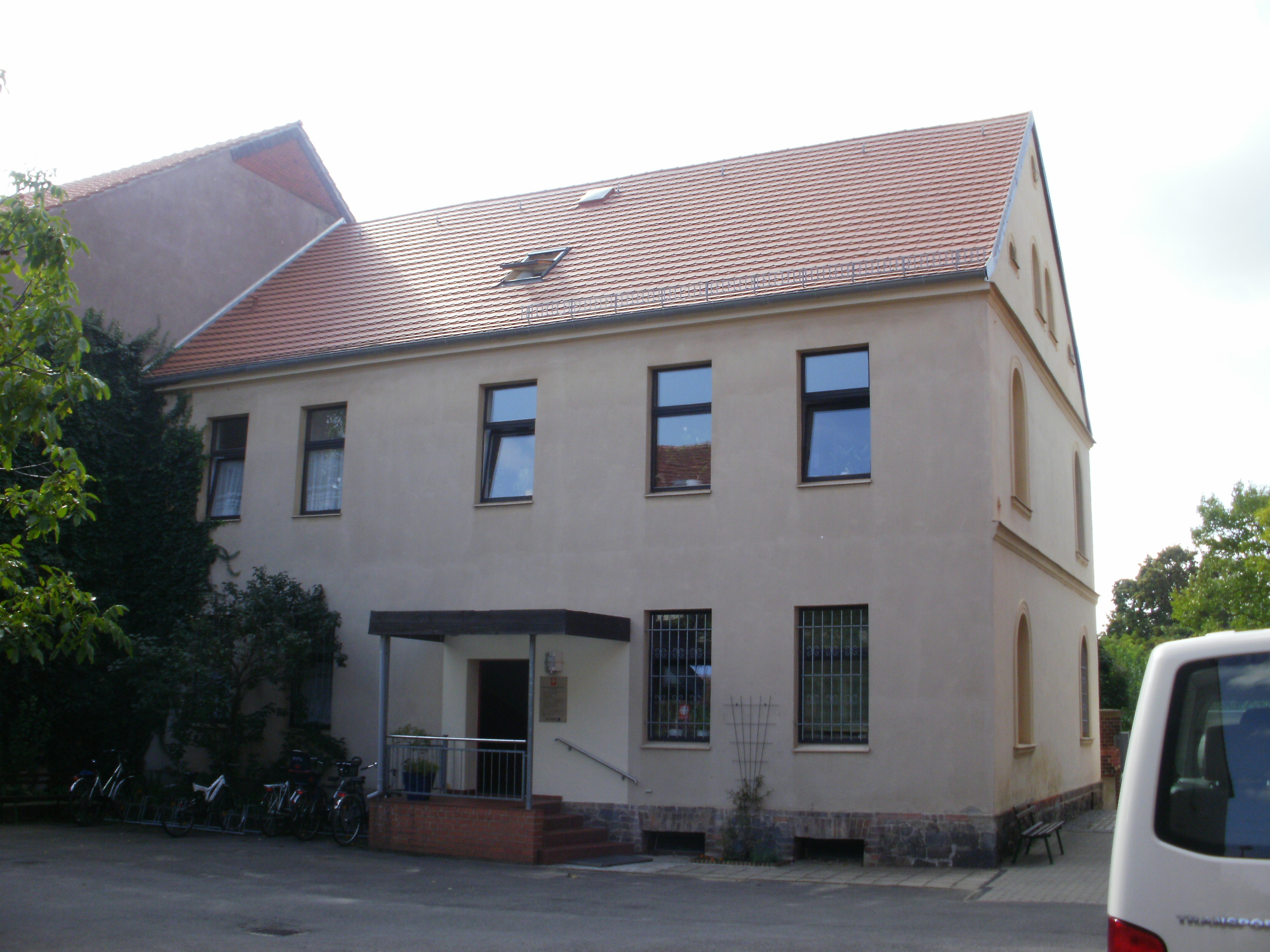
Hofansicht des Pfarrhauses